# 山交
山交株式會社是一間總部於山形縣山形市，主要在縣內陸地區經營業務Utopia集團的核心公司。舊名為山形交通。

## 概要
在1943年（昭和18年）10月1日，在戰時體制下進行陸運統制。當時山形縣內的地方私鐵公司，包括三山電氣鐵道、尾花澤鐵道、高畠鐵道與兩間巴士公司（山形交通自動車商會、今村自動車），一共5間公司進行合併。隨後收購置賜、村山和最上的私人運輸公司，山形交通成立。在戰後的1948年（昭和23年），開設了行走於山形市至上山町（現時：上山市）之間的拖車巴士服待。另外也開設了行走於山形市至米澤市至長井町（現時：長井市）之間的急行巴士。
在日本經濟高度成長期，山形交通於縣內開設觀光路線。包括前往白布溫泉的定期巴士服務。隨著藏王Echo Line開通，開設了前往刈田岳的巴士服務。在1972年（昭和47年）6月，於山形站前通旁建設了山交大廈，該處也建設了一個巴士總站，成為縣內巴士路線的據點。有一段時間，山形交通設有鐵路業務和巴士業務。但是在1974年（昭和49年）前，所有鐵路線均被廢除。另外由於機動化的發展，雖然縣內內陸地區的巴士路線網絡完善，但是客量一直減少，最後使許多巴士路線被取消或轉為由自治體自行營運。
在1960年代後期，山形交通開放把業務多元化。在1975年（昭和50年）4月，與不二家開設合資公司，成立山交Food Service（現時：不二家東北）。隨後在1984年（昭和59年），為了響應富士施樂（現時：富士膠片商業創新）的號召，成立了山形OA機器（現時：富士膠片BI山形）。成立了一些附屬公司。另外也組成了山形新聞·山形交通集團（集團會長服部敬雄），山形交通成為集團內的核心公司，在縣內發揮了巨大的影響力。
在1993年（平成5年），公司引入企業識別系統。在巴士車身繪製了「Utoria」的標誌。「Utoria」是「烏托邦」和「寬鬆」的新詞。而「Utoria」代表了該集團方向是創造一個寬鬆社會。自此，該集團開始被統稱為Utoria集團。
在1997年（平成9年）10月1日，山形交通為了加強觀光休閑業務。把集團內的山交興業、山交觀光、山交土地、山交商事和東京巴士觀光等公司合併。同年12月，公司名稱由山形交通改為山交。另外把巴士業務分離至山交巴士，採取措施確保獨立核算。此外，山交曾短暫考慮成立彈珠館公司，後來放棄了這個念頭，與朝日啤酒等公司一同出資，成立朝日啤酒花園。
踏入2000年代，由於藏王溫泉滑雪場的使用人次減少，以及索道的業績不佳。在經濟長期衰退下，加上隨著改變會計準則，導致退休金的債務浮上水面，以及土地的隱藏損失適用於資產重估的範疇。由於留存收益下降，資產負債表也受到影響。使在山交時代，公司進行了經營改革以配合時代的變遷。當中包括關閉了一些業務和由第三部門公司接手營運。另外在2000年（平成12年），山交宣布把天童市Waku Waku Land內開設零售設施「Yutori Plaza」撤離，採取了決定性的措施來集中業務。
在2011年（平成23年）4月，隨著面對高齡化社會的來臨，山交成立了社會福祉法人Utoria會。該會在山形市內除了經營長者設施外。在2017年4月，於東根市開設了幼兒園和需要特別照顧的老人院。

## 年表
- 1943年（昭和18年）10月1日 - 因應戰時統合，以三山電氣鐵道作為基礎，與高畠鐵道、尾花澤鐵道、山形交通汽車商會和今村自動車合併。山形交通株式會社成立。
- 1970年（昭和45年）9月10日 - 尾花澤線（舊尾花澤鐵道）被廢除。
- 1974年（昭和49年）11月18日 - 三山線（舊三山電氣鐵道）和高畠線（舊高畠鐵道）被廢除，關閉了所有鐵路事業。
- 1993年（平成5年）10月 - 引入公司識別系統。
- 1997年（平成9年）10月1日 - 巴士業務分離至山交巴士（日语：山交バス (山形県)）。集團名稱改為「Utoria集團」。公司名改為山交株式會社。
- 1999年（平成11年）4月 - LINA WORLD業務分離至「LINA WORLD」，部分旅行業務分離至「山交觀光」[11]。
- 2004年（平成16年）4月 - 旅行業務與山交觀光合併[11]。
- 2014年（平成26年）10月 - 索道業務由藏王觀光開發承繼[11]。
- 2024年（令和6年）4月 - 收購並合併LINA WORLD，再次設立LINA WORLD業務部[12]。

## 業務內容
- 房地產業務部 - 主要經營縣内的公寓、商業大廈、停車場租賃。以及房地產用地開發和招租業務。
- 社區業務部 - 管理山交大廈（日语：山交ビル）（位於山形市，大廈內設有巴士總站）。
- 商業業務部 - 商業食品的批發、零售等
- LINA WORLD（日语：リナワールド）業務部 - 經營LINA WORLD遊樂園（舊山交Land）。

## 集團企業
合併子公司
- 山交巴士（日语：山交バス (山形県)） - 一般巴士、租賃巴士和汽車維修
- 山交Hire （页面存档备份，存于） - 的士和租賃巴士
- 藏王觀光開發 - 索道。
- 藏王高爾夫球 - 經營藏王鄉村俱樂部（日语：蔵王カントリークラブ）
- 山交觀光 （页面存档备份，存于） - 旅行社。
- 山交保險服務 - 保險中介。
- 月山觀光開發株式會社 （页面存档备份，存于） - 索道、飲食、商店。經營月山滑雪場（日语：月山スキー場）。
- 藏王Liza World -  旅館、索道。經營藏王坊平Liza World滑雪場（日语：蔵王坊平ライザワールドスキー場）。
- 山交度假山之季 - 白布溫泉 別邸 山之季 （页面存档备份，存于）
- 富士膠卷BI山形（日语：富士フイルムBI山形） - 富士膠片商業創新的授權經銷商。

權益法公司
- 藏王Ropeway （页面存档备份，存于）

相關團體
- 社會福祉法人Utoria會 （页面存档备份，存于）
  - Utoria護理中心霞 - 由山交擁有，位於山形站前的大樓被拆毀後，建設了為高齡人士設計的設施。
  - Utoria護理中心成澤
  - 加護老人院大富
  - 大富幼兒園

### 曾經存在的主要集團企業
- 山交興業 - 在1961年（昭和36年）成立。公司原本的業務是酒類銷售和房地產業務。後來公司管理山交大廈（日语：山交ビル），也經營快餐店和保齡球場。也有與大榮公司（日语：ダイエー）合作，經營名為「山交Store」的超級市場。「山交Store」共有數間分店，分別是元木店（山形市）、新庄店（新庄市）、尾花澤店（尾花澤市）、長井店（長井市）和高畠店（高畠町）[13]。隨後，超級市場部門從山交興業分離至「山交大榮」，再改名為「東北超級市場大榮」，最後該公司被清盤。
- 山交朝日啤酒園 - 在1997年8月1日，山交朝日啤酒園在山形市鐵砲町舊山交總部內開設山形店[14]。後來開設藏王店。後來由於消費衰退和瘋牛症的影響，使顧客數量減少。在2002年（平成14年）春季前，兩間分店被結業。公司也被清盤[15]。山形店遺址變成了VEGAS VEGAS（日语：ベガスベガス）鐵砲町店。
- 山交Home - 房地產銷售。已被清盤[5]。
- 不二家東北 - 在1975年（昭和50年）4月，山形交通與不二家成立合資公司。在山形、宮城、岩手、秋田和青森地區取得區域特許經營商，成立山交Food Service。公司業務除了製造不二家的西式糕點外，還在山交大廈和山交長井店等地方開設不二家餐廳。後來公司名稱改為Utoria不二家後，合資公司被解散。現時該公司變為不二家東北，為不二家全資子公司。

## 注腳
1. 1 2 3 4 5 6 7 8 9 10 11  株式会社ヤマコー.  (报告). 2021-06-23 （日语）.
2. 1 2  《新版山形縣大百科事典》p.704
3. 1 2  《山形縣大百科事典》p.976
4. ↑  《日經產業新聞》1984年9月4日
5. 1 2 3 4  「ニュース最前線 ユトリアグループ経営立て直し 課題山積 再び正念場」《讀賣新聞》山形版 2005年10月28日
6. ↑  「赤字のバス部門 分離へ 観光レジャーに力 山形交通」《朝日新聞》山形版 1997年6月26日
7. 1 2  「山形交通10月に 観光関連の子会社吸収 不採算のバスも分離」《日經產業新聞》1997年7月23日
8. ↑  「山形交通、バス事業分社化 レジャー観光関連、子会社、本体に吸収」《日本經濟新聞》1997年4月9日
9. ↑  . 全国社会福祉法人経営者協議会.   [2016-7-23]. （原始内容存档于2016-08-17） （日语）.
10. ↑  . 山形新聞. 2016-2-24  [2016-7-23]. （原始内容存档于2016-08-16） （日语）.
11. 1 2 3  . 山交.   [2016-7-23]. （原始内容存档于2020-02-14） （日语）.
12. ↑  組織再編に関するご案内 （页面存档备份，存于）（日語） - 山交
13. ↑  《新版山形縣大百科事典》p.730
14. ↑  「暑さに誘われビール園好評 山形」《朝日新聞》山形版 1997年8月4日
15. ↑  「アサヒビール園山形店、年内閉店 消費低迷と狂牛病問題で」《讀賣新聞》山形版 2001年11月21日

## 外部連結
- 山交株式會社 （页面存档备份，存于）